# Coucou oreillard
Chalcites osculans
Espèce
Statut de conservation UICN

 LC  : Préoccupation mineure
Le Coucou oreillard (Chalcites osculans) est une espèce d'oiseaux de la famille des Cuculidae. Son aire de répartition s'étend sur l’Australie ; il hiverne dans des zones limitrophes d'Indonésie et de Nouvelle-Guinée.
C'est une espèce monotypique (non subdivisée en sous-espèces).